# J. Laurie Snell
James Laurie Snell (* 15. Januar 1925 in Wheaton, Illinois; † 19. März 2011 in Hanover, New Hampshire) war ein US-amerikanischer Mathematiker.

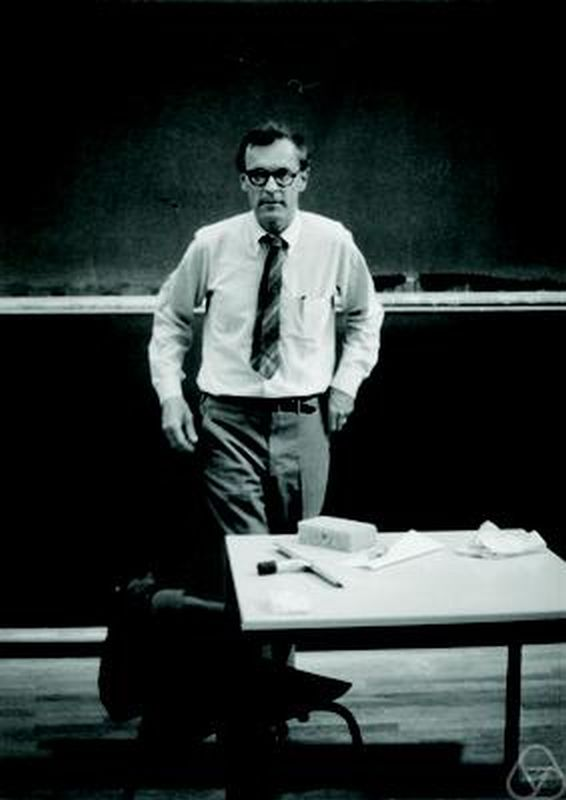
Laurie Snell in Erlangen, 1975

## Wissenschaft
Snell hat an der University of Illinois studiert mit dem Bachelorabschluss 1947, dem Masterabschluss 1948 und der Promotion bei Joseph L. Doob 1951. Von 1951 bis 1954 war er als Fine Instructor an der Princeton University tätig. Von 1954 bis 1996 war er als Mathematikprofessor am Dartmouth College tätig, seit 1962 mit einer vollen Professur.
Seine Forschung und seine Veröffentlichungen waren meist im Bereich der Markow-Ketten. Er schrieb auch mehrere Lehrbücher mit dem bekannten Dartmouth-Professor John G. Kemeny.
Snell hat zusammen mit Charles Grinstead das Buch Introduction to Probability herausgegeben.
Er war Fellow der American Statistical Association (1996). 1962 hielt er einen Vortrag auf dem Internationalen Mathematikerkongress in Stockholm (Boundary theory for recurrent Markov chains).

## Familie
Snells Vater, Roy J. Snell, war erfolgreicher Autor von Jugendbüchern, unter anderem schrieb er ein Buch über den Footballspieler Red Grange (The Galopping Ghost).
Mit den Einnahmen aus seinen Büchern unterhielt Laurie Snell 1967 bis 1973 mit seiner Frau eine umgebaute Scheune für Musikveranstaltungen in Norwich (Vermont).
Snell war seit 1952 verheiratet mit Joan und hatte zwei Kinder, John und Mary.

## Namensvater
Die in der Stochastik und Finanzmathematik bekannte Snell-Einhüllende (Snell Envelope) bezeichnet das kleinste den Preisprozess dominierende Supermartingal. Die entsprechende Theorie dazu hat Snell 1952 in einem Artikel Applications of martingale system theorems veröffentlicht.

## Veröffentlichungen
- mit John G. Kemeny & Gerald L. Thompson: Introduction to Finite Mathematics. Prentice Hall, Englewood Cliffs 1956
- mit Charles Grinsted: Introduction to Probability. 2. Auflage. American Mathematical Society, 1997, ISBN 0821807498 (Online-Kopie)
- mit Ross Kindermann: Markov Random Fields and Their Applications. American Mathematical Society, 1980, ISBN 0821850016